# Fargo-klass
Fargo-klass var en fartygsklass av lätta kryssare byggda för den den amerikanska flottan under Andra Världskriget. 
Av 13 planerade fartyg färdigställdes endast två, de övriga avbeställdes i samband med nedrustningar efter Andra Världskriget.

## Fartyg i klassen
USS Fargo (CL-106)
I tjänst 9 december 1945, tagen ur tjänst 15 februari 1950
USS Huntington (CL-107)
i tjänst 23 februari 1946, tagen ur tjänst	15 juni 1949

### Webbkällor
- ”Fargo Class Light Cruisers” (på engelska). http://www.historyofwar.org/articles/weapons_fargo_class_cruisers.html.